# Alioranus
Alioranus é um gênero de aranhas da família Linyphiidae descrito em 1926.